# Doppelversorgermodell
Als Doppelversorgermodell wird ein Modell der familialen Arbeitsteilung bezeichnet, bei dem sich zwei Partner sowohl die Verantwortung für den Erwerb des Lebensunterhalts für eine Kernfamilie als auch die Verantwortung für Haus- und Familienarbeit teilen. Es wird auch als Familienmodell mit partnerschaftlicher Arbeitsteilung, Doppelernährermodell, Doppelverdienermodell oder Zwei-Verdiener-Modell bezeichnet.
Ein egalitäres Familienmodell ist ein Doppelversorgermodell, sofern beide Partner mit annähernd gleichem zeitlichen Anteil in Teilzeit oder Vollzeit erwerbstätig sind und sich beide in einem von den Partnern als ausgewogen empfundenem Maß an der Haus- und Familienarbeit beteiligen. Das egalitäre Familienmodell wird auch als egalitäre Partnerschaft oder egalitäre Rollenteilung charakterisiert. Man spricht in diesem Fall von einer egalitären Arbeitsteilung (im Sinne einer egalitären Verteilung der Erwerbs- und Sorgearbeit).

## Definition
Bei Paaren mit Kindern wird das Doppelversorgermodell unterschieden in:
- Doppelversorgermodell mit externer Kinderbetreuung oder Egalitär-erwerbsbezogenes Modell – Rollenverteilung, bei der beide Eltern in Vollzeit erwerbstätig sind und vorwiegend externe Kinderbetreuung herangezogen wird.
- Doppelversorger/Doppelbetreuer-Modell oder Egalitär-familienbezogenes Modell – Rollenverteilung, bei der beide Eltern zu annähernd gleichen Teilen in Teilzeit erwerbstätig sind und sich die Verantwortung für die Familienarbeit partnerschaftlich teilen.

Hinzu kommen Mischformen, in denen beide Partner nahezu in Vollzeit erwerbstätig sind und ein Teil der Kinderbetreuung durch externe Betreuungsformen gesichert wird. Besteht bei beiden Partnern eine Karriereorientierung, wird auch von einem Doppelkarrierepaar gesprochen. Karriereorientierte Paare ohne Kinder werden auch als Dinks (Double income no kids) bezeichnet.
Der englischsprachige Begriff adult worker model wird ebenfalls für eine zwischen den Geschlechtern symmetrisches Modell der Arbeits- und Rollenverteilung verwendet, die dem Doppelversorgermodell weitgehend ähnelt; es wird aber hervorgehoben, dass beim adult worker model das Individuum im Vordergrund stehe und von der Annahme ausgegangen werde, dass das Individuum in der Lage sei und sein solle, für den eigenen Lebensunterhalt aufzukommen. Die Art der Übernahme der Pflege- und Betreuungsarbeit – insbesondere die Frage, welche Rolle der Staat dabei übernimmt – bleibe in dieser Bezeichnung völlig offen. Komplementär hierzu bezeichnet der von Psychologin Francine M. Deutsch geprägte englischsprachige Begriff equally shared parenting eine gemeinsame, als elterliche Teamarbeit aufgefasste Kindererziehung innerhalb eines egalitären Modells, meist mit (langer) Teilzeitarbeit oder weitgehend autonom eingeteilter flexibler Arbeitszeit beider Elternteile.
Wenn hingegen einer der Partner in deutlich verringertem Ausmaß in Teilzeit erwerbstätig ist und im Gegenzug im Wesentlichen die Aufgaben der Haus- und Familienarbeit übernimmt, wird nicht von einem Doppelversorgermodell oder einem egalitären Modell gesprochen, sondern von einem „modernisierten Ernährermodell“ oder „Zuverdienermodell“.
Eine spezielle Realisierung des egalitär-familienbezogenen Doppelversorgermodells bildet das Teilen eines Arbeitsplatzes (Jobsharing) durch Eheleute oder Lebenspartner mit Kindern.
Sowohl das Doppelversorgermodell als auch das Zuverdienermodell setzen eine Vereinbarkeit von Familie und Beruf voraus, allerdings in unterschiedlichem Ausmaß.

## Studien

### Studien zu Paaren mit egalitärer Arbeitsteilung
Das Institut für Sozialforschung, Analyse und Beratung führte eine Langzeitstudie unter 28 Deutschschweizer Elternpaaren mit egalitärer Rollenteilung durch. Eine erste Befragung von 1994 zu ihrer Arbeitsteilung, ihrer Elternschaft und ihrem berufliches Engagement wurde ergänzt durch eine 2004 erfolgte Befragung zu Veränderungen innerhalb derselben Versuchsgruppe. Hinzu kam, ebenfalls 2004, eine Befragung der heranwachsenden Kinder dieser Eltern sowie einer Vergleichsgruppe von Kindern aus Familien mit „traditioneller“ Rollenverteilung. Die Befragung der Eltern ergab, dass unter den Befragten vergleichsweise wenige Arbeitgeber- und Berufswechsel und Scheidungen bzw. Trennungen stattgefunden hatten. Zugleich hatten sich für diese Eltern vergleichsweise geringe Karriereentwicklungen im Sinne eines hierarchischen Aufstiegs ergeben. Insgesamt äußerte sich die Mehrheit der Eltern über ihr gewähltes Modell zufrieden und wollten es für die Zukunft beibehalten. Als Ergebnis der Befragung der Kinder zeigte sich insbesondere, dass Eltern-Kind-Beziehungen unterschiedlich ausgeprägt sind, abhängig davon, wie viel Alltag die Kinder jeweils mit Vater und Mutter teilen. Den Ergebnissen zufolge schätzten die meisten der Kinder das elterliche Rollenmodell, und es profitierten vor allem die Mädchen aus den befragten egalitären Familien von der besonders engen Beziehung zum Vater.
Eine weitere Studie untersuchte Familien mit egalitär-familienbezogenem Modell unter Berücksichtigung verschiedener Formen der Wochenarbeitsorganisation, wonach sich Mutter und Vater die Familien- und Erwerbsarbeit etwa in wöchentlichem, täglichen oder halbtäglichem Wechsel teilten sowie eine Form der Arbeitsorganisation ausübten, bei dem einer der Partner zuhause arbeitete und es zwischen Familien- und Erwerbsaufgaben fließende Übergänge gab. Viele der Befragten äußerten den Wunsch nach einer höheren sozialen Akzeptanz ihres Familienmodells im Arbeitsumfeld.
Als Ergebnis einer anderen Studie wurden zehn Strategien von Familien mit egalitären Arbeitsteilung als wichtig hervorgehoben. Bei den genannten Strategien handelt es sich um: Wertschätzung der Familie, Streben nach Partnerschaftlichkeit, Sinnfindung in der Berufstätigkeit, das Setzen von Grenzen bezüglich der Erwerbsarbeit, Zielgerichtetheit und Produktivität am Arbeitsplatz, Stolz auf die Zweiverdienerbeziehung, Priorisierung von Spaß mit der Familie, einfaches Leben (living simply), proaktive Entscheidungsfindung sowie eine Wertschätzung von Zeit. Auch externe Kinderbetreuung und familienfreundlicher Arbeitsplatz werden als wichtige unterstützende Faktoren hervorgehoben.

### Umfragen zu Einstellungen in der Bevölkerung
Ergebnissen einer Studie des Wirtschafts- und Sozialwissenschaftlichen Instituts (WSI) der Hans Böckler-Stiftung zufolge befürworten Deutsche mehrheitlich das Zweiverdienermodell und wünschen sich viele Eltern, die Erwerbs- und Familienarbeit partnerschaftlicher aufzuteilen. Gemäß den im Kontext dieser Ergebnisse unterbreiteten Vorschlägen sei es ein modernes Arbeitszeitkonzept erforderlich, in dem das männlich geprägte Modell der Normalarbeitszeit durch „ein Menü unterschiedlich langer Vollzeitstandards“ für bestimmte Lebensphasen ersetzt würde. Dabei würde beispielsweise das Arbeitszeitvolumen einer „Vollzeitstelle“ je nach Alter oder abhängig davon, ob Menschen Kinder betreuen oder nicht, unterschiedlich definiert. Zudem sei anzudenken, eine partnerschaftlich egalitäre Arbeitszeitverteilung mit finanziellen Anreizen zu unterstützen. 
Das Egalitär-familienbezogene Modell wird mit Bezug auf die Schweiz als das Modell mit den höchsten Zuwachsraten bezeichnet, wobei vor allem die Städte in der Deutschschweiz hohe Zuwachsraten aufweisen. Studien zufolge zeigen sich bei diesem Modell eine hohe Zufriedenheit der Väter und Mütter, und ein durch höhere väterliche Zuwendung entstehender Vorteil für die Kinder. Zugleich wurden Nachteile im Hinblick auf Einkommen, Sozialleistungen und beruflichen Aufstiegsmöglichkeiten genannt, die sich heute oftmals durch Teilzeitarbeit ergeben. Dadurch sei das partnerschaftliche Modell vorrangig materiell und kulturell privilegierten Bevölkerungsschichten vorbehalten.

## Vergleich zur Einverdienerfamilie
Eine egalitäre Rollenverteilung verlangt von Eltern im Vergleich zur traditionellen Rollenverteilung einen höheren Organisationsaufwand: Ungeachtet von Änderungen des Tagesablaufs muss die Betreuung sichergestellt bleiben, so dass es notwendig ist, die Erwerbs- und Familienverantwortung beider Partner entsprechend zu koordinieren.
Es kann sich bei gleichem Familien-Bruttoeinkommen je nach Art der familiären Arbeitsteilung ein unterschiedliches Familien-Nettoeinkommen ergeben.
- In Staaten mit Individualbesteuerung werden Personen unabhängig von ihrem Familienstand einzeln veranlagt; dabei ergeben sich bei gleichem Haushaltseinkommen steuerliche Vorteile, wenn das Einkommen der Partner ungefähr gleich hoch ist, da die Steuerprogression sich dann weniger stark auswirkt. (Bei dem auf einem Prinzip der Individualbesteuerung beruhenden Steuersystem Österreichs sind zusätzlich Absetzbeträge zu beachten, siehe Nationale Besonderheiten bei der Individualbesteuerung.) In Staaten mit Ehegattensplitting ergibt sich ein steuerlicher Vorteil für Verheiratete gegenüber unverheirateten Paaren, wenn die Einkommen der Ehegatten sich voneinander unterscheiden.
- Die beitragsfreie Mitversicherung von Ehepartnern in der gesetzlichen Krankenversicherung benachteiligt, bei gleichem Haushaltseinkommen, ein Zweiverdiener-Ehepaar gegenüber einem Einverdiener-Ehepaar.[15] Für ein Zweiverdienerpaar bei mittleren Einkommen ergeben sich zudem finanzielle Nachteile bezüglich der Sozialversicherungsbeiträge im Vergleich zu einem Einverdienerpaar mit gleichem Haushaltseinkommen, wo immer die erwerbstätigen Partner jeweils Sozialversicherungsbeiträge bis in Höhe der Beitragsbemessungsgrenze zu entrichten haben.[16] Das trifft in Deutschland auf die Renten-, Arbeitslosen-, Kranken- und Pflegeversicherung zu.
- In Deutschland ergibt sich ein zusätzlicher finanzieller Vorteil mit Bezug auf Steuern und Sozialversicherungsbeiträge, wenn ein Partner als „Zuverdiener“ nur geringfügig beschäftigt ist.
- In der Schweiz können Ehegatten, die beide berufstätig sind, einen Zweiverdienerabzug steuerlich geltend machen, der den durch die Berufstätigkeit beider Partner anfallenden Mehrkosten Rechnung tragen soll.[17]
- Gegebenenfalls fallen bei Zweiverdienerfamilien Vorteilsgewährungen für einen nicht- oder geringfügig beschäftigten Partner weg.[18]

Auch bei der Gewährung von Ansprüchen können sich bei zuvor gleichem Familieneinkommen Unterschiede zwischen Ein- und Zweiverdienerpaaren ergeben.
- Da die Gewährung von Grundsicherung die Bedürftigkeit der Bedarfsgemeinschaft als Ganzes voraussetzt, stellt ein Einverdienerpaar ein höheres finanzielles Risiko für die Allgemeinheit dar als ein Zweiverdienerpaar. Insbesondere ergibt sich in Deutschland beim Zweiverdienerpaar nach Ende des Arbeitslosengeld I Bezugs eines der Partner seltener ein Bezug von Arbeitslosengeld II als beim Einverdienerpaar.
- Schon die früheren Arbeitslosenhilfe benachteiligte zusammenlebende Ehepartner, die zuvor beide erwerbstätig gewesen waren, gegenüber solchen, von denen nur einer erwerbstätig gewesen war, da bei Arbeitslosigkeit einer oder beider Ehepartner aufgrund der damals in § 138 Abs. 1 Nr. 2 AFG festgelegten Anrechnung des Partnereinkommens geringere Mittel zur Verfügung gestellt wurden. Diese Regelung erklärte das Bundesverfassungsgericht mit dem „Arbeitslosenhilfeurteil“ vom 17. November 1992 für verfassungswidrig.[19] Dieser Vorgabe entsprechend geschieht beim Arbeitslosengeld I keine solche Einkommensanrechnung. Im Gegensatz hierzu hat die verfassungsrechtliche Vorgabe auf die Gestaltung des Arbeitslosengeld II keine Anwendung gefunden, da es sich dabei um eine Grundsicherungsleistung handelt.
- Auch die Hinterbliebenenrente wird bei Zweiverdienerpaaren nur in geringerem Umfang wirksam, da eigenes Erwerbs- oder Renteneinkommen angerechnet wird.[20]
- Bei familienbezogenen Leistungen für Eltern ergeben sich bei mittleren bis höheren Einkommen gegebenenfalls Nachteile gegenüber Eltern mit herkömmlicher Rollenverteilung. Dies war insbesondere in Deutschland vor der Einführung des Elterngelds Plus der Fall: nahmen wenn beispielsweise beide Eltern jeweils zu 50 % Familienteilzeit, so erhielt jeder Elternteil in Deutschland ab bestimmten Einkommensgrenzen weniger als 50 % Elterngelds. Kritiker bemängelten, dass dies egalitärer Familienformen benachteiligte, die nicht mit der freien Entscheidung über die Aufgabenverteilung in der Ehe vereinbar sei.[21] Dies gilt selbst nach Einführung des Elterngeld Plus. In Österreich bestehen ähnliche Bedingungen für das Kinderbetreuungsgeld.
- In Deutschland ist die Anerkennung von Erziehungszeiten für die gesetzliche Rente am Einverdienermodell orientiert: Die Kindererziehungszeit nur einem Elternteil zugeordnet, und zwar demjenigen, der das Kind überwiegend erzogen hat.

Arbeitsrechtlich können sich für ein Doppelversorgermodell Nachteile ergeben.
- Da innerhalb einer Familie mit zwei Erwerbstätigen geringere Unterhaltspflichten entstehen als bei einer Alleinverdienerfamilie und das Kriterium der Sozialauswahl ausdrücklich die Höhe der Unterhaltspflichten berücksichtigt, wirkt sich eine Zweiverdienerbeziehung gegebenenfalls negativ auf die Arbeitsplatzsicherheit aus. Die Art der Berücksichtigung liegt jedoch im Ermessen des Arbeitgebers, und es ist nicht abschließend geklärt, inwieweit eine negative Berücksichtigung des Zweiverdienermodells als unzulässige mittelbare Diskriminierung einzustufen ist.[22]

Es ergibt sich zugleich eine andere Situation bezüglich bestimmter Risiken:
- Die individuelle Existenzsicherung bei Trennung, Scheidung oder Tod des Partners ist bei Zweiverdienerpaaren im Allgemeinen weniger gefährdet, da zuvor beide Partner ihre Berufstätigkeit ausübten und somit ihre berufliche Qualifikation und gegebenenfalls ihre Karriere weiter ausbauen konnten. Wenn beide Partner erwerbstätig waren, ergeben sich bei Trennung oder Scheidung gegebenenfalls geringere Unterhaltspflichten, da die Partner eine größere Eigenverantwortung für den eigenen Lebensunterhalt übernehmen.